# Deportes de bolas

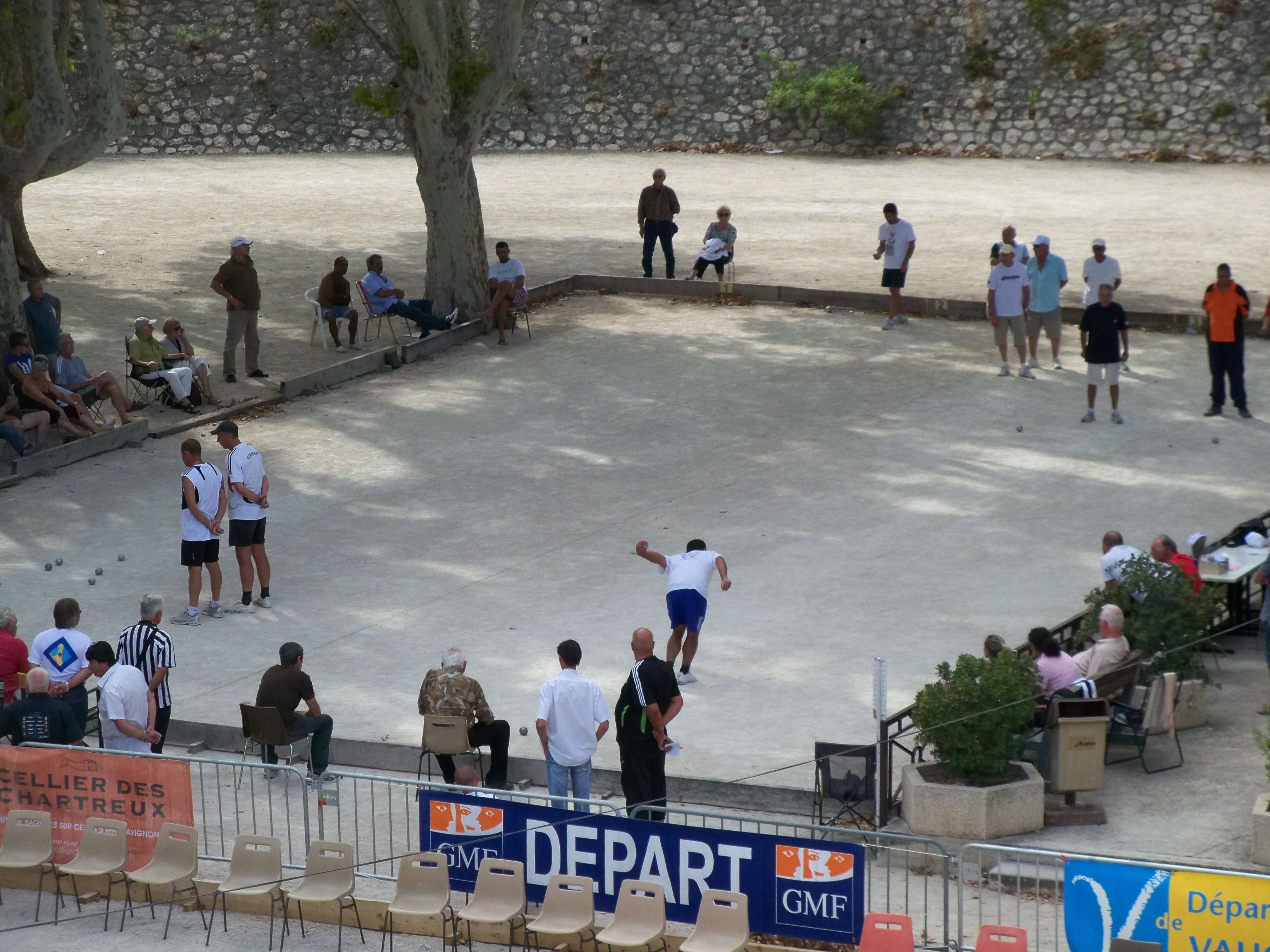
Juego de petanca en Aviñón.

Deportes de bolas es un nombre colectivo para los deportes practicados con bolas pesadas que se tiran o se hacen rodar para acercarlas lo más cerca posible a una bola más pequeña.
Los juegos de bolas son tradicionales y populares en muchos países europeos y también son populares en algunas antiguas colonias francesas de África y Asia. Los juegos de petanca se juegan a menudo en espacios abiertos (plazas y parques) en pueblos y ciudades. Las áreas de juego dedicadas para los juegos de petanca son típicamente canchas grandes, niveladas, rectangulares hechas de tierra plana, grava o piedra triturada, encerradas en rieles de madera o tableros traseros. Para ganar, un equipo debe alcanzar 13 puntos.

## Juegos de bolas en la historia

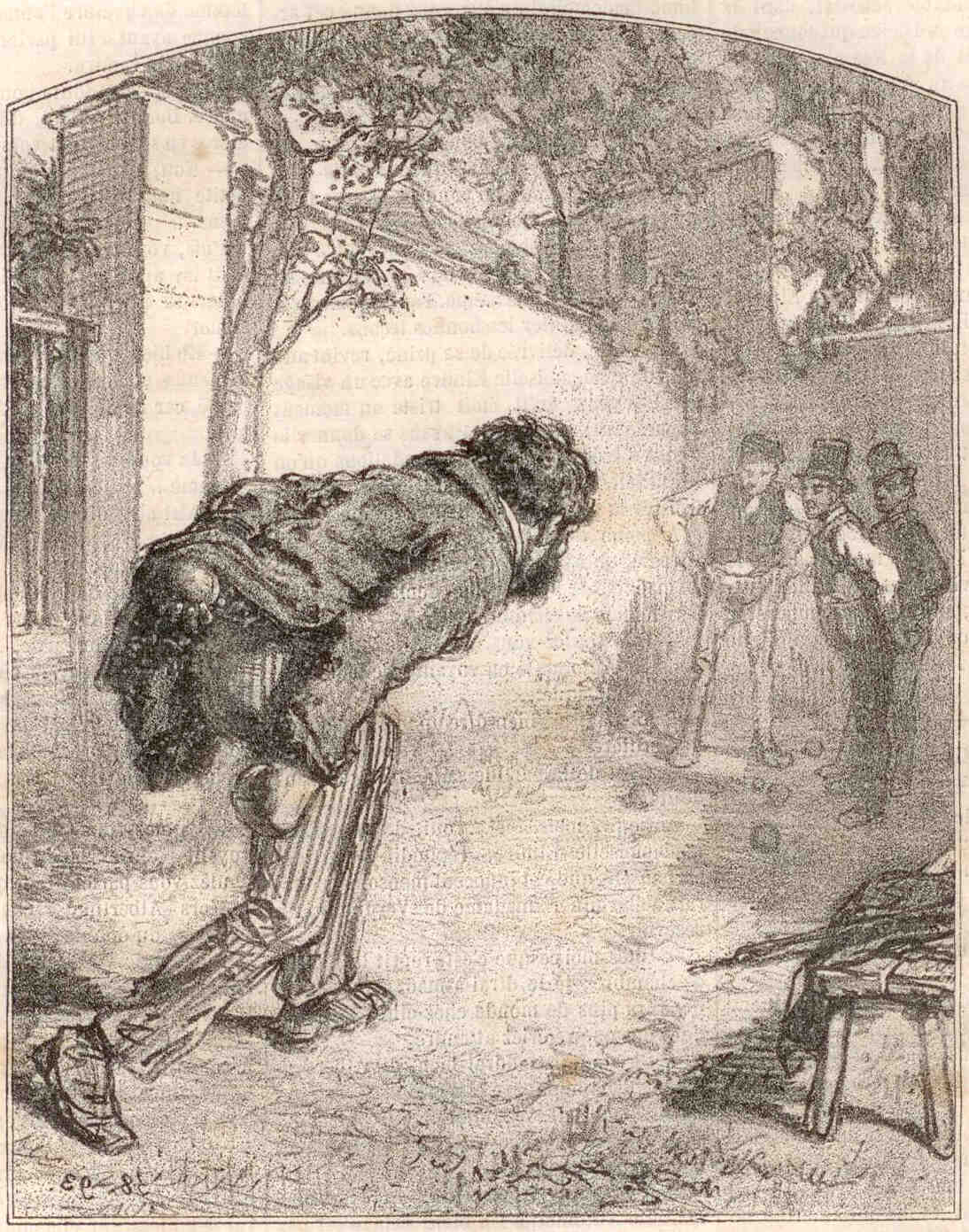
Jugador de bolas, del ilustrador francés Paul Gavarni, 1858.

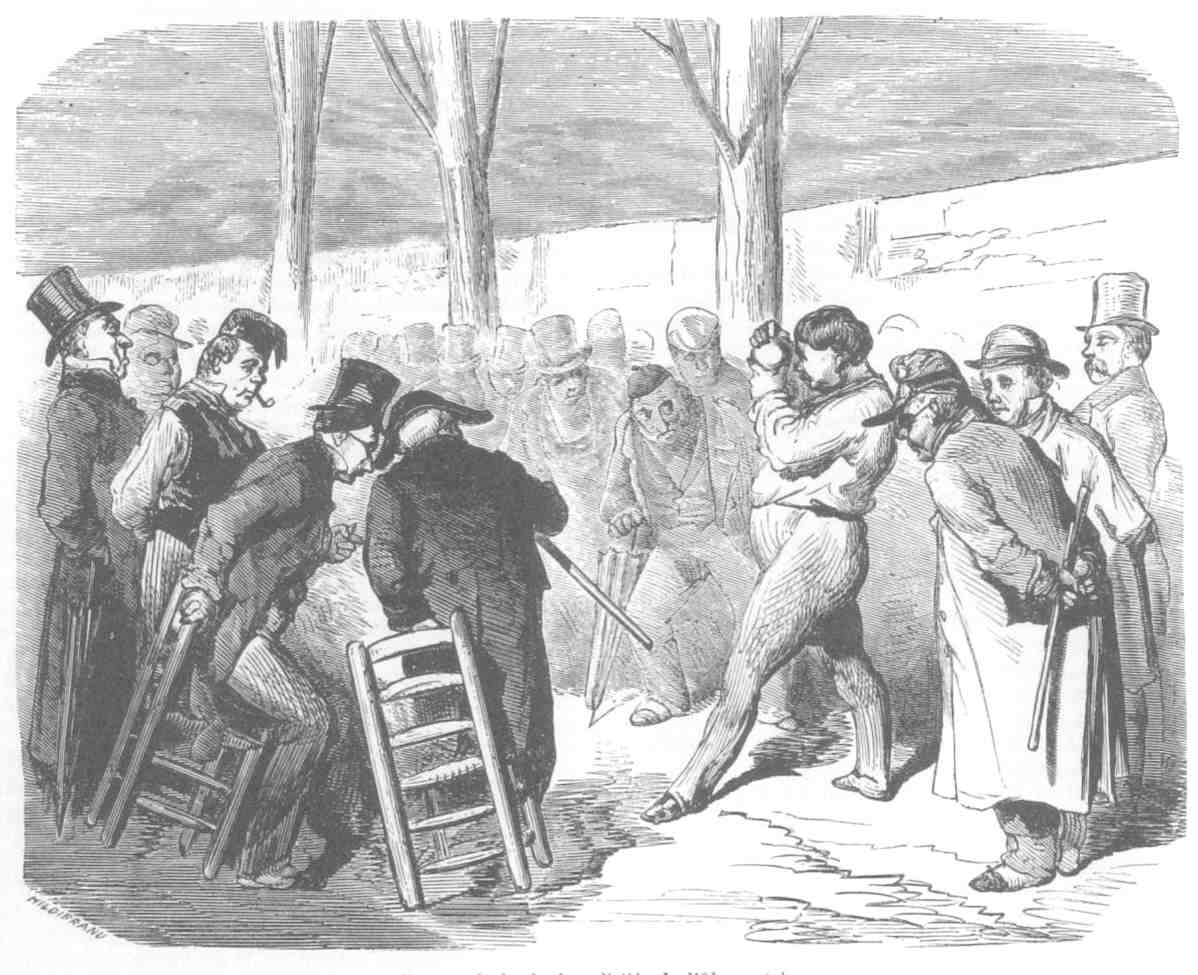
Jugadores de petanca en la avenue de l'Observatoire de París hacia 1860, grabado de Gustave Doré.

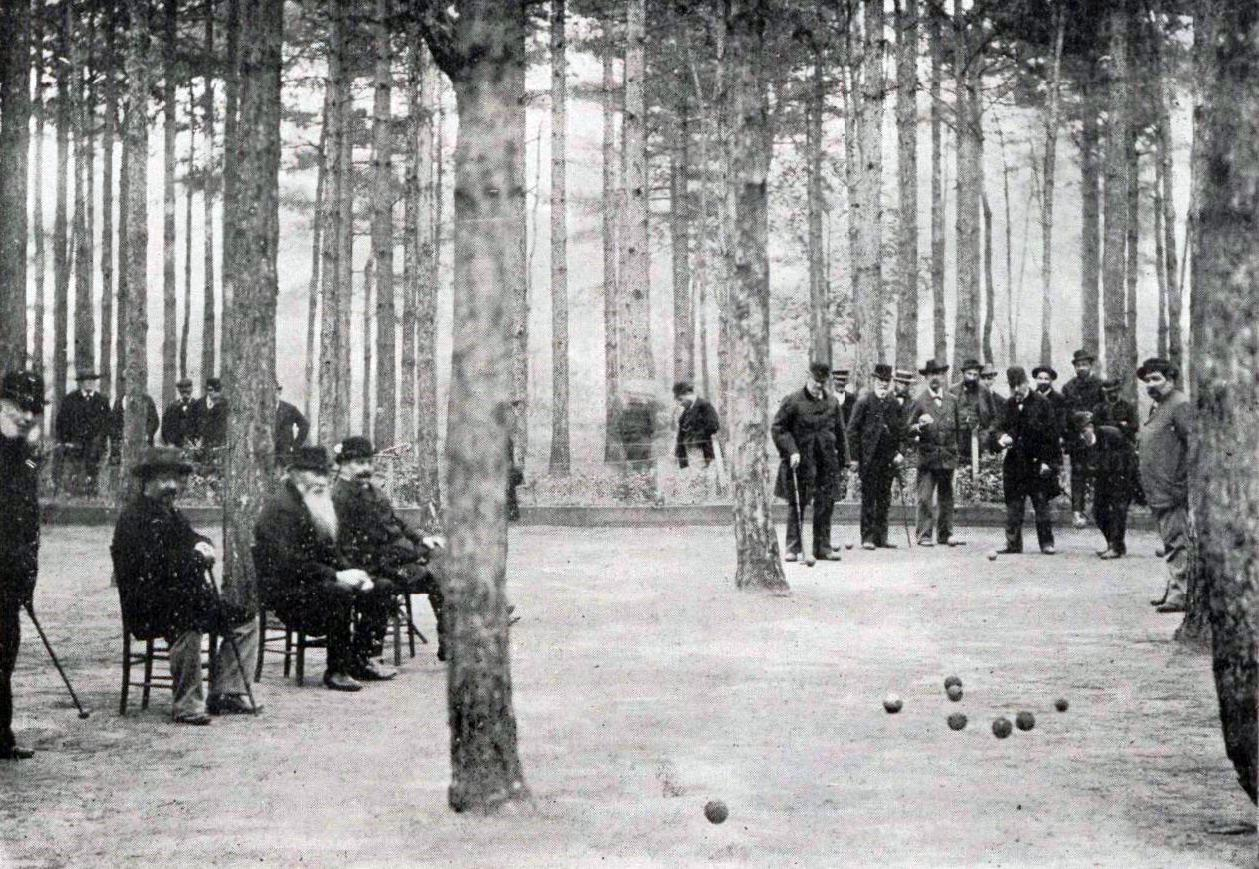
Jugadores de petanca en el Bois de Boulogne (Croix Catelan), París, en noviembre de 1898.

Ya en el siglo VI AC., se registra que los antiguos griegos jugaban al lanzamiento de monedas, luego piedras planas y más tarde bolas de piedra, llamadas esferísticas, tratando de que llegaran lo más lejos posible. Los antiguos romanos modificaron el juego añadiendo un objetivo al que había que acercarse lo más posible. Esta variación romana fue traída a Provenza por soldados y marineros romanos. Un sepulcro romano en Florencia muestra a personas jugando a este juego, inclinándose para medir los puntos.
Después de los romanos, las bolas de piedra fueron reemplazadas por bolas de madera. En la Edad Media, Erasmo se refirió al juego como globurum en latín, pero se conoció comúnmente como petanca (es decir, "bolas") y se jugaba en toda Europa. El rey Enrique III de Inglaterra prohibió que sus arqueros jugaran al juego; quería que practicaran tiro con arco, no petanca. En el siglo XIV, Carlos IV de Francia y Carlos V de Francia prohibieron el deporte a los plebeyos; sólo en el siglo XVII se levantó la prohibición.
En el siglo XIX, en Inglaterra el juego se había convertido en bolas o "bolas sobre césped". En Francia se conocía como petanca y se jugaba en todo el país. El artista francés Meissonnier hizo dos pinturas que mostraban a personas jugando, y Honoré de Balzac describió un partido en La Comédie humaine.

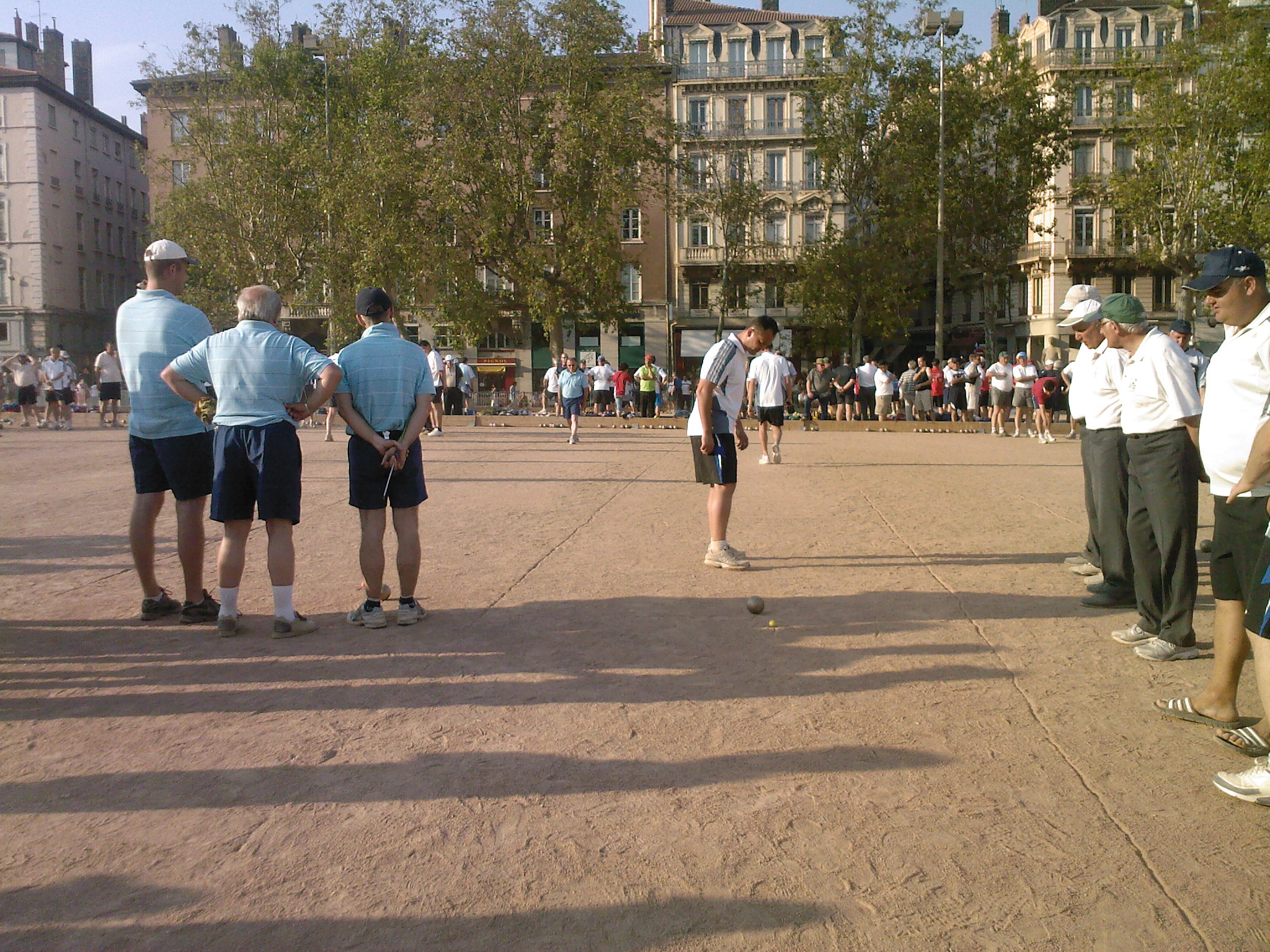
Partida de bola lionesa (Tournoi de la Pentecôte), diferente de la petanca, Lyon, 2008.

En el sur de Francia, el juego se convirtió en jeu provençal (o boule lyonnaise ), en el que los jugadores lanzaban sus bolas o corrían tres pasos antes de lanzar una bola. El juego fue extremadamente popular en Francia en la segunda mitad del siglo XIX (el primer club oficial se estableció en Francia en 1854). Se jugaba de manera informal en pueblos de toda la Provenza, generalmente en cuadrados de tierra a la sombra de plátanos. Los partidos de jeu provenzal alrededor de principios del siglo XX se describen de manera memorable en las memorias del novelista Marcel Pagnol.
En 1910, en la localidad de La Ciotat, en la Provenza, se desarrolló una rama del jeu provenzal denominada petanca. Con el tiempo, se convirtió en el deporte de petanca dominante en Francia y se juega mucho en otros países europeos.

## Características

### Características esenciales
En una partida de petanca suelen participar dos equipos de uno a cuatro jugadores. Cada jugador tiene el mismo número de bolas, que intentan colocar lo más cerca posible de un objetivo. El objetivo suele ser una bola mucho más pequeña que la de los propios jugadores, llamada boliche,  "bochin" o "cochonnet" en francés, "pallino" en italiano y "jack" en inglés, y se lanza al comienzo del juego. En su turno, los jugadores impulsan su bola hacia el objetivo, lanzándola o rodándola (las modalidades pueden variar según el juego), permaneciendo en una zona definida de la pista; así es posible mover las otras bolas ya colocadas, o incluso la bola objetivo. La secuencia de jugadores depende del juego.
Una ronda se completa cuando todos los jugadores han lanzado sus bolas. En general, el equipo ganador obtiene tantos puntos como el número de bolas que tenga más cerca de la bola objetivo. Una partida se juega hasta llegar a un número determinado de puntos, por lo que requiere varias rondas.

### Campo

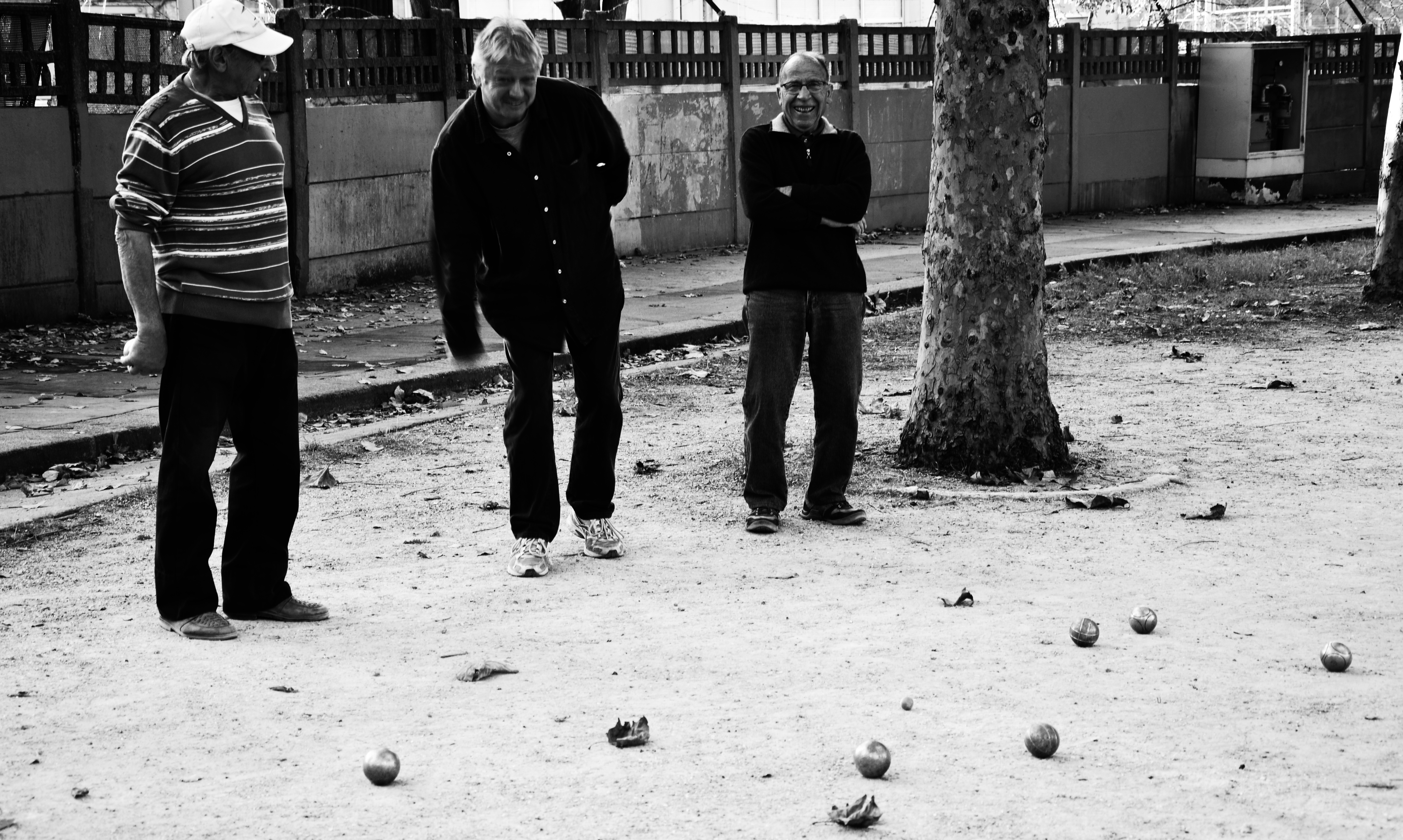
Jugadores de petanca en París en 2014.

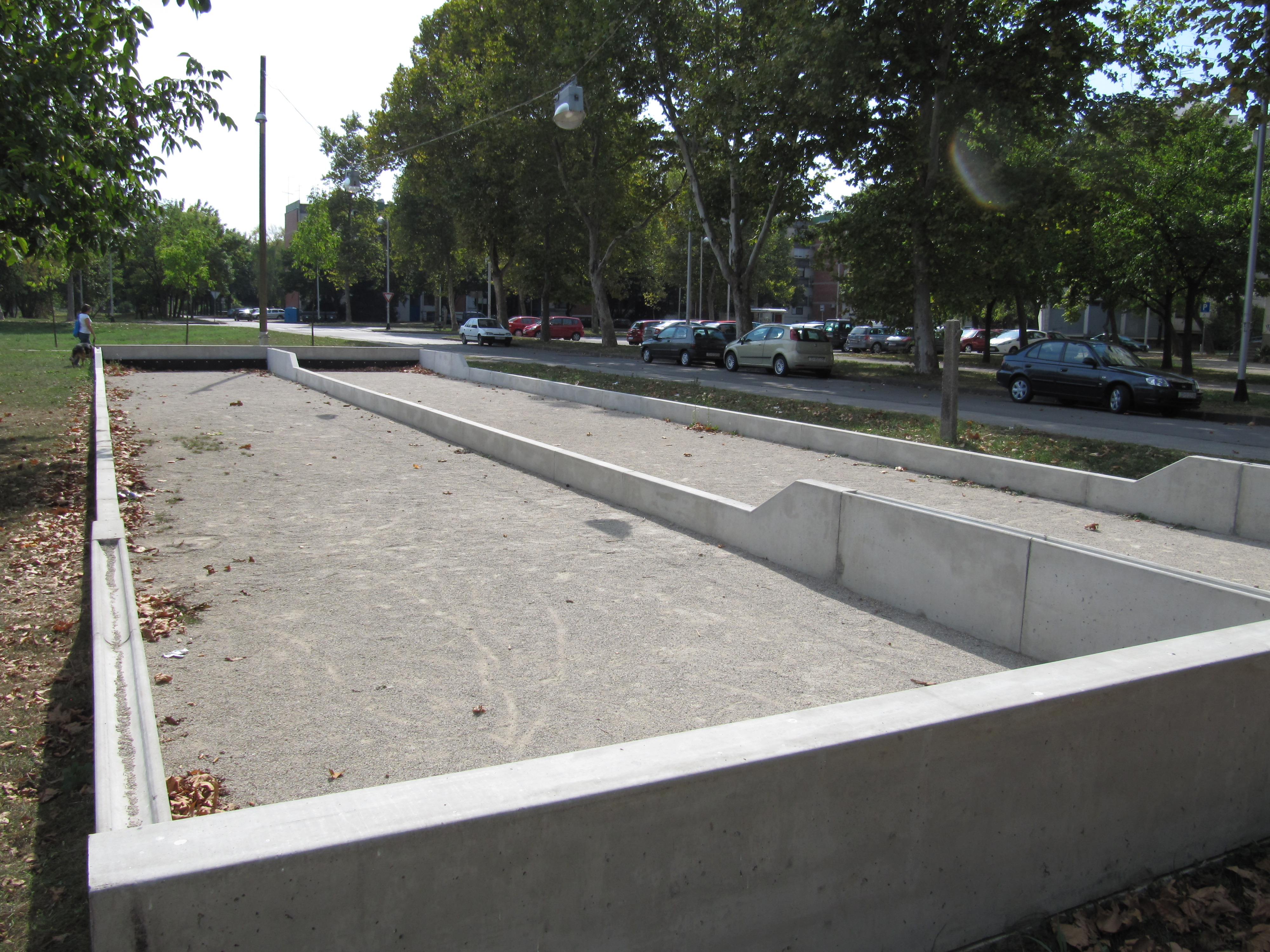
Cancha de bochas en Zagreb, Croacia.

La petanca se juega en multitud de pistas, a veces de manera informal en espacios públicos abiertos (plazas o zonas verdes). Los espacios dedicados, canchas, suelen utilizar pistas rectangulares, bastante más largas que anchas (al menos 3 o 4 veces, si no más), tanto en el interior (a cubierto) como en el exterior. Las superficies vuelven a ser diversas: tierra, grava, arena, piedra triturada, betún, asfalto, césped, etc. Se pueden utilizar tablas de madera para delimitar la pista y evitar que las bolas salgan fuera del campo. Las pistas son principalmente planas, pero algunas variedades se juegan en pistas deliberadamente curvadas en los bordes, lo que permite llevar las bolas hacia el centro.
La siguiente tabla resume las características de los terrenos de juego de cuatro tipos de juegos de bolos.
| Juego              | Superficie             | Longitud (m) | Anchura (m) |
| ------------------ | ---------------------- | ------------ | ----------- |
| Bochas             | Suelo natural, asfalto | 27,5         | 2,5 a 4     |
| Bola lionesa       | Suelo natural          | 27,5         | 2,5 a 4     |
| Bolos sobre hierba | Hierba                 | 37           | 6           |
| Petanca            | Suelo natural          | 12 à 15      | 3 à 4       |

### Bolas

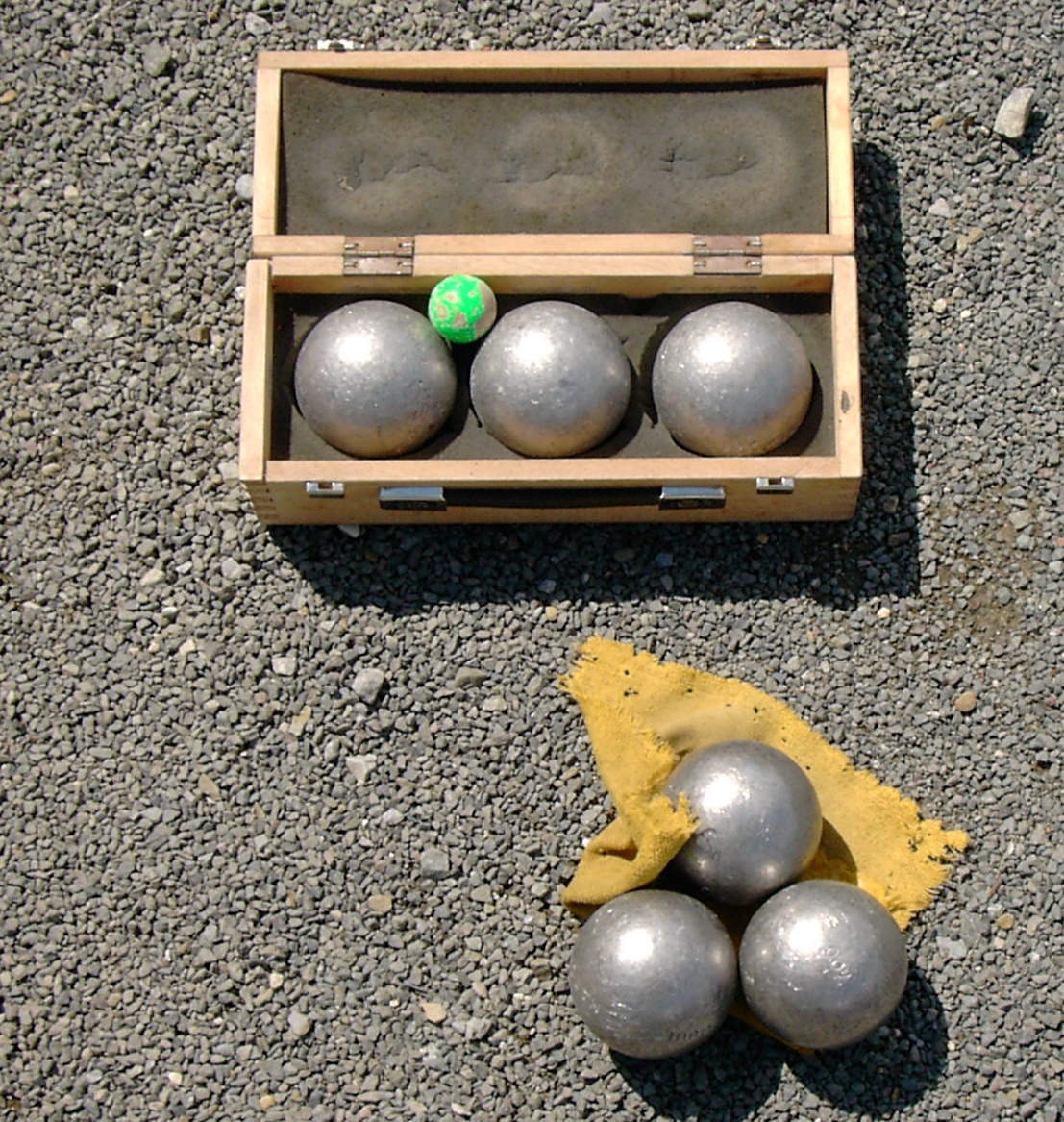
juego de bolas de petanca.

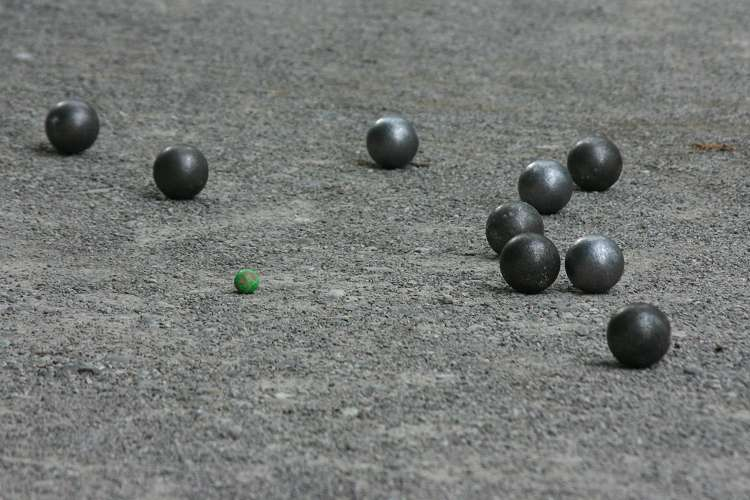
Bolas (metal) y cochonnet (de madera, de color verde) durante una partida de petanca.

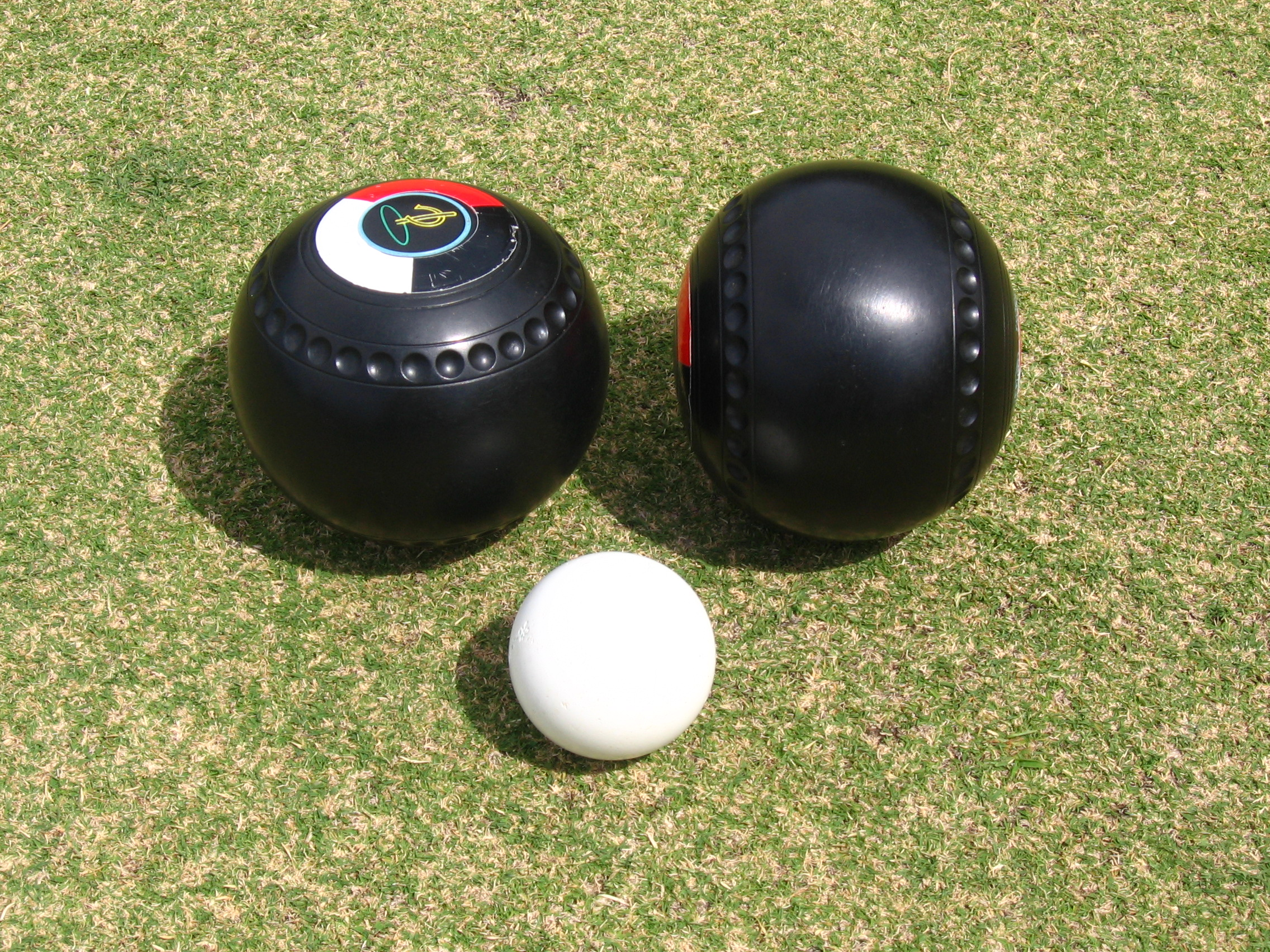
Bolas (negras y asimétricas) y cochonnet (blanco) de bolos sobre hierba.

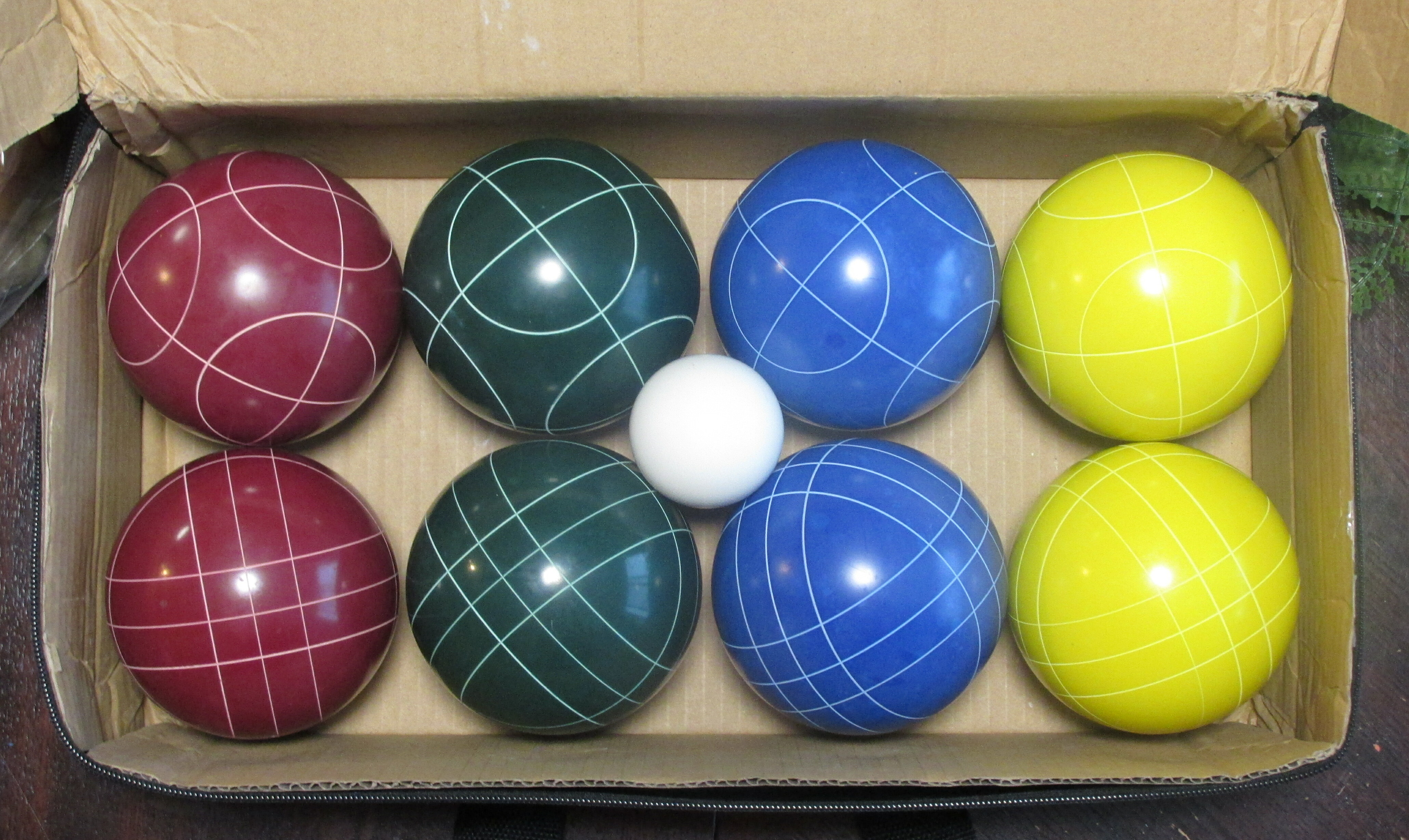
juego de bolas para jugar a las Bochas o bocce.

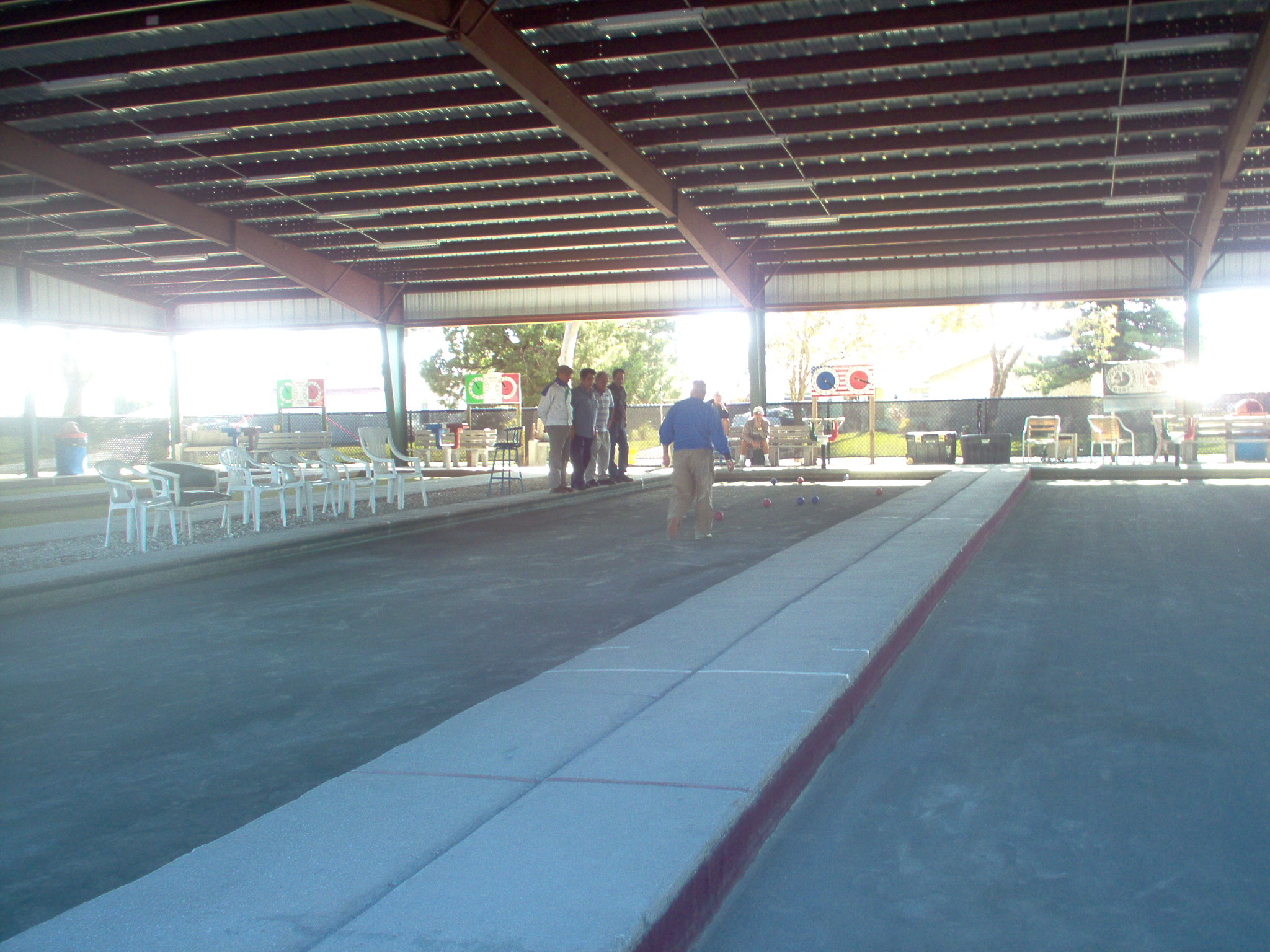
Una partida de bochas en Florida, EE. UU., 2007.

Hay una gran variación en el tamaño y los materiales de las bolas que se utilizan en los juegos de tipo petanca.
Originalmente, en el antiguo Egipto, Grecia y Roma, las bolas eran probablemente de piedra.
Las tribus galas, que fueron introducidas en la petanca por los romanos, utilizaban bolas de madera. En el siglo XIX, en Francia, las bolas se fabricaban normalmente con una madera muy dura, la raíz de boj.
A mediados del siglo XIX se desarrollaron técnicas para la producción en masa de clavos de hierro.  A raíz de este avance tecnológico, se introdujeron bolas de boj con clavos (boules cloutées) con el fin de mejorar la durabilidad de las bolas.  Esto condujo finalmente al desarrollo de pelotas completamente cubiertas de clavos, creando una bola que parecía casi hecha de metal.
En la década de 1920, la creciente popularidad de la petanca en Francia creó una demanda que no podía satisfacerse con los suministros disponibles de raíz de boj natural, que estaban empezando a desaparecer.  Paul Courtieu y Vincent Miles tuvieron la idea de fabricar una bola completamente de metal. Evitando las aleaciones a base de acero (demasiado duras y propensas a la oxidación), desarrollaron una aleación a base de aluminio y bronce, y (en 1923) patentaron una bola metálica formada por dos semiesferas soldadas entre sí.  Un año más tarde, en 1924, registraron la patente de una bola fundida en una sola pieza: La Boule intégrale.  En general, se atribuye a Louis Tarchier y Jean Blanc el desarrollo, alrededor de 1925, del proceso por el que se fabrican hoy prácticamente todas las bolas de metal: las piezas en bruto de acero se prensan en semiesferas huecas que luego se sueldan y se mecanizan para hacer una bola de acero hueca.
En la actualidad, algunos deportes de petanca (por ejemplo, las bochas) siguen utilizando bolas de madera (o de un compuesto de epoxi), mientras que otros (por ejemplo, la petanca) utilizan bolas de metal. Las bolas de madera utilizadas en la bochas suelen ser más grandes que las bolas de metal, más pequeñas, utilizadas en la petanca.
Al igual que la pista, las bolas varían mucho de un tipo de juego a otro, tanto en material (madera, metal, plástico) como en tamaño y peso. En general, es posible que un adulto sostenga una bola en la mano (a diferencia de los bolos de bowling, por ejemplo, donde es necesario lanzar el bolo colocando los dedos en los agujeros de la misma). Algunos juegos, como el boulingrin o la boule de fort, utilizan bolas que no son esféricas, sino ligeramente aplanadas.
El bochín o boliche es siempre más pequeño que las bolas, como mínimo la mitad, y a menudo de un material y color diferentes, para distinguirlo más fácilmente en la pista.
La siguiente tabla resume las características de equipamiento de cuatro tipos de juegos de bolos, así como de otros juegos que utilizan bolos pero no son bolos.
| Juego        | Bolas                     | Bolas         | Bolas       | Bochin              | Bochin        |
| Juego        | Material                  | Diámetro (mm) | Masa (g)    | Material            | Diámetro (mm) |
| ------------ | ------------------------- | ------------- | ----------- | ------------------- | ------------- |
| Bochas       | Metal, plástico           | 107 à 113     | 920 a 1000  | PVC                 | 39 à 41       |
| Bola lionesa | Metal                     | 90 à 110      | 900 a 1400  | Madera              | 25 à 35       |
| boulingrin   | Madera                    | 135           | 1570        | Madera              | 25 à 35       |
| Petanca      | Metal                     | 70,5 a 80     | 650 à 800   | Madera, plástico... | 30            |
| Billar       | Resina fenol-formaldehído | 50 à 80       | 140 à 300   |                     |               |
| Bowling      | Plástico                  | 218           | 2700 a 7200 |                     |               |

## Competiciones oficiales
Para competiciones reglamentadas, se utiliza el Reglamento Técnico Internacional publicado por la Federación Española de Petanca o la Federación Internacional de Petanca y Juego Provenzal (FIPJP). 

## Bochas
Las bochas (bocce en italiano, que es la forma plural de boccia) es un deporte de la familia de los juegos de bolas, vinculado estrechamente con la petanca, y con un ancestro común. La forma en que se practica actualmente se desarrolló en Italia, y se juega en distintos países de Europa y también en los países de los continentes que recibieron inmigrantes italianos, como Oceanía, Norteamérica y Sudamérica.

## Bolos sobre hierba
Los bolos sobre hierba (también conocido como bowls o bolo césped) es un deporte de precisión cuya meta es hacer rodar unas bolas de radio ligeramente asimétrico (llamadas bowls, o bolas en español) para que queden lo más cerca posible de una bola blanca menor (el "jack", "kitty" o "sweetie"). Se juega al aire libre en césped o en superficies artificiales, o bien a cubierto sobre superficies artificiales.

## Otras especialidades

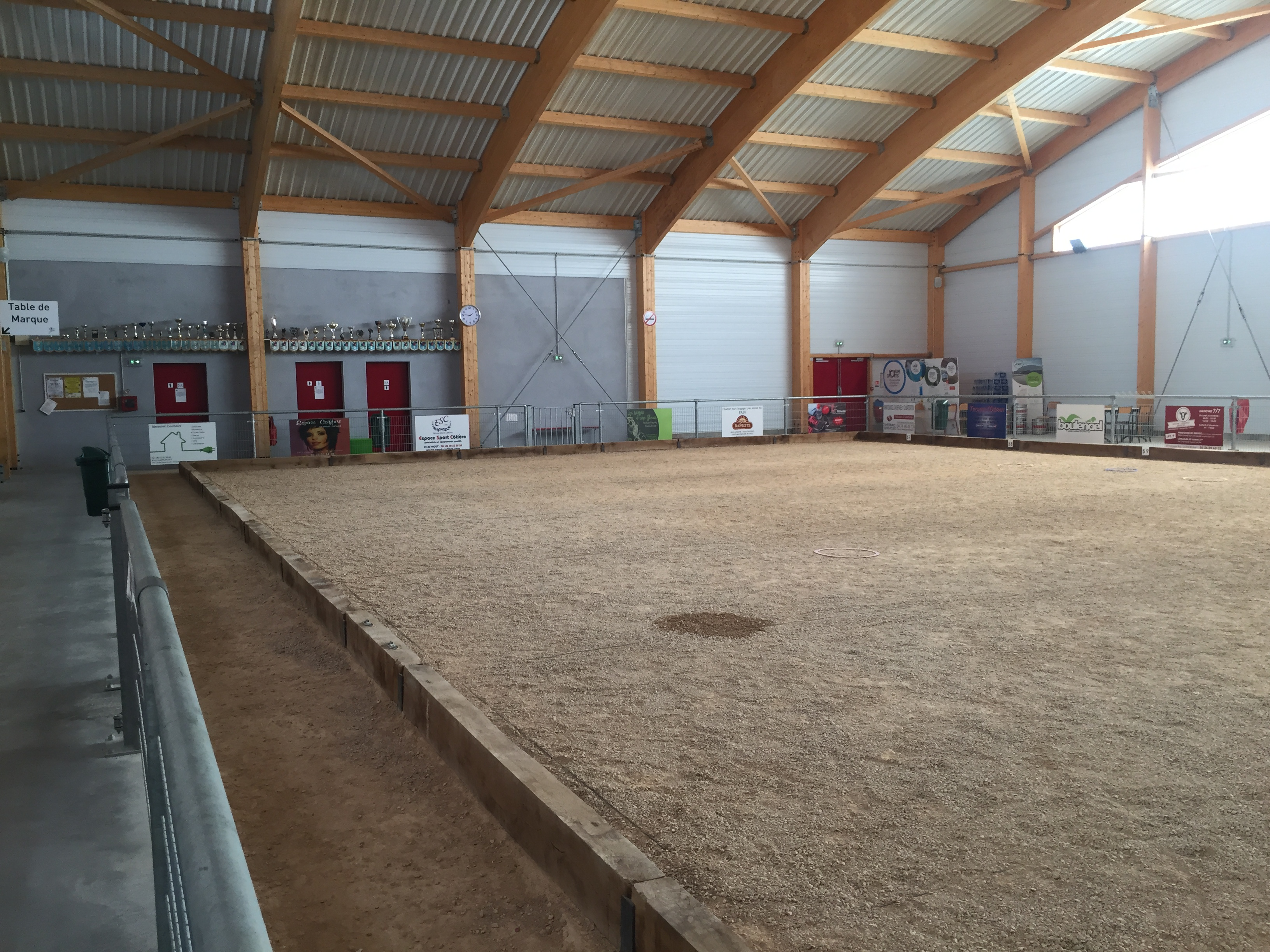
Un petancódromo comunitario en Saint-Maurice-de-Beynost, Francia.

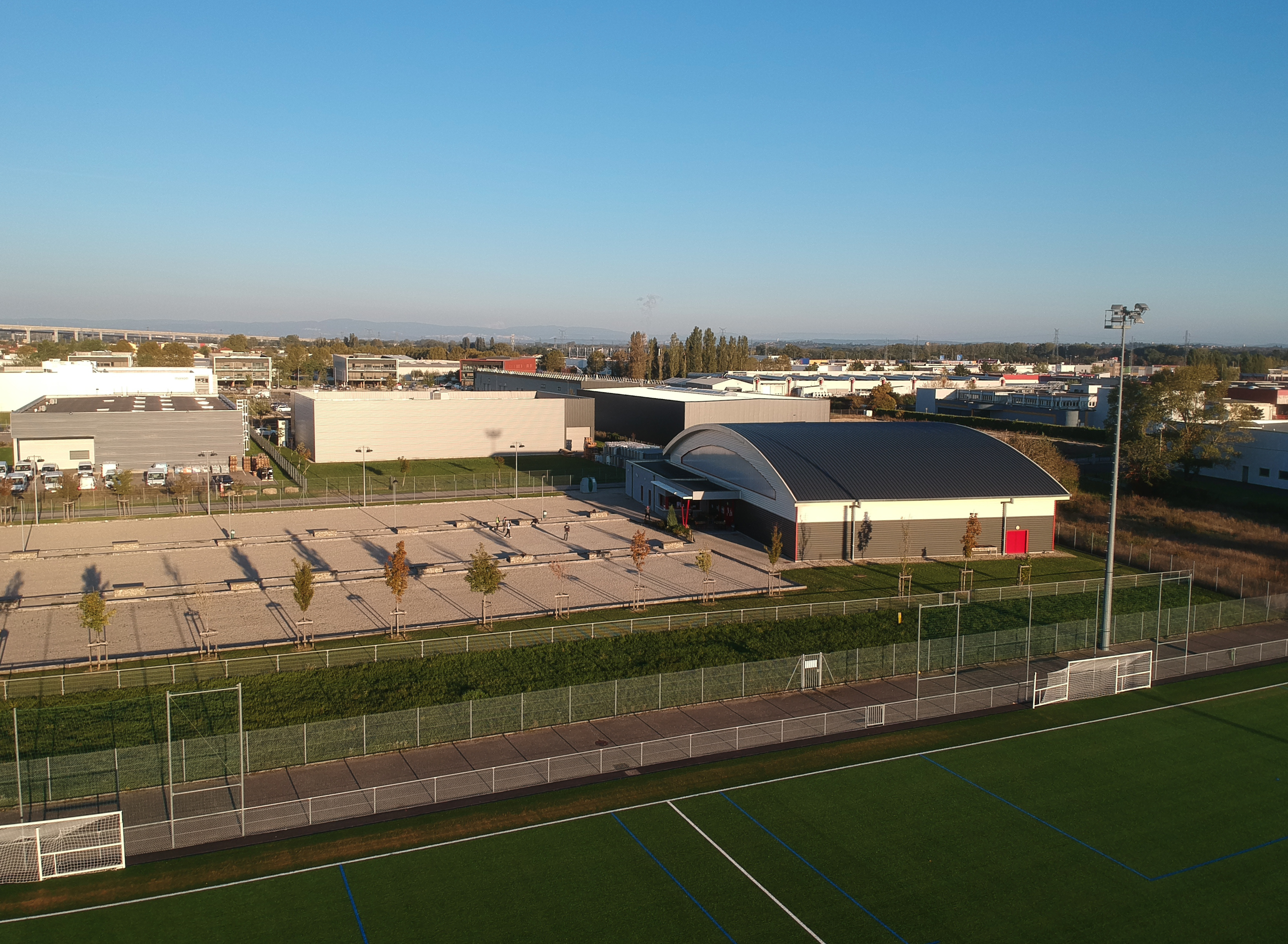
Vista aérea del petancódromo de Saint-Maurice-de-Beynost y los campos de petanca al aire libre adicionales anejos.

### Bocha de playa
Se juega sobre arena en una cancha nivelada de 10 m de largo y 2,5/3 m de ancho, donde se colocan cuatro aros de diferentes diámetros. El campo debe estar delimitado con cuerdas de colores. El juego consiste en lanzar una bocha sintética de 100 mm de diámetro y 700 gramos de peso dentro de un aro de acuerdo con las reglas. Las formaciones pueden ser: individual, uno contra uno con cuatro bochas por jugador; o por parejas: dos contra dos con dos bochas por jugador. El jugador individual debe realizar cuatro lanzamientos por cada círculo objetivo, empezando por el más grande y continuando de círculo en círculo hasta el más pequeño. Cada jugador en la formación de pareja debe realizar dos lanzamientos, alternándose con su compañero, respetando la misma secuencia de círculos objetivo que en la competición individual. Los equipos juegan por turnos los aros de diana individuales. Gana la formación con la mejor puntuación según una tabla específica. El lanzamiento de los aros debe efectuarse desde el interior de un círculo de salida de 50-60 centímetros de diámetro situado fuera del terreno de juego a 6 metros del primer círculo objetivo.  Los 4 círculos de diana de diferentes diámetros deberán disponerse según las siguientes reglas en orden de distancia del más cercano al más lejano: el 1.er círculo de Ø 50 cm a 6 metros de la línea de lanzamiento; el 2.º círculo de Ø 40 cm a 7 metros de la línea de lanzamiento; el 3.er círculo de Ø 30 cm a 8 metros de la línea de lanzamiento; el 4.º círculo de Ø 20 cm a 9 metros de la línea de lanzamiento. 
El árbitro sorteará quién inicia el primer círculo de lanzamiento. La formación sorteada en primer lugar procederá a la primera serie de lanzamientos consecutivos comenzando en el círculo objetivo de Ø 50 cm. Las bochas lanzadas se retirarán del terreno de juego después de cada lanzamiento y después de que el árbitro haya declarado el resultado. Una vez completados los lanzamientos disponibles y concedida la puntuación global de la ronda, la segunda formación entra en el terreno de juego para proceder a los lanzamientos en el mismo círculo objetivo. El juego procede sobre la base de las rondas ya establecidas sobre el círculo objetivo de Ø 40 cm y así sucesivamente hasta el círculo objetivo más pequeño de Ø 20 cm. 

### Bochas estilo libre
Esta especialidad tiene pocas reglas y se juega en terrenos irregulares como arena, grava, tierra, césped, etc., y con agujeros, piedras, desniveles, etc.
Los jugadores pueden ser 2, 4, 6, 8 o 10 divididos en dos equipos. Pero también es posible jugar individual contra individual, donde cada jugador tiene al menos dos bochas de un color diferente al de sus oponentes. Normalmente los juegos de bochas dedicados son de 8 piezas en 4 pares de colores. Generalmente amarillo, rojo, azul y verde, con una bocha de color blanco. Pero también son posibles otras combinaciones de colores o gráficos. En este caso, quien más se acerque a la petaca cuenta en la mayoría de los casos para ganar la partida. 
Pero las reglas se establecen libremente y también pueden seguir un patrón de puntos de varias rondas. Un ejemplo de bocha libre es la que se juega en la playa o en los caminos de grava de los parques, por familias, niños o amigos, con fines puramente recreativos. Los juegos de bochas dedicados a este fin suelen ser más pequeños y ligeros que los deportivos, y en el pasado eran populares los fabricados con madera o pasta de madera convenientemente pintados de varios colores.  Más tarde también se fabricaron en plástico sólido, o incluso huecos, que eran más ligeros de transportar y más seguros para su uso por niños o en lugares concurridos, y mucho más baratos. Estos cuencos huecos suelen tener una tapa entrelazada que permite rellenarlos con agua o arena para hacerlos más pesados y conformes al juego original y evitar que reboten demasiado o se alejen demasiado del campo de juego.

## Organizaciones internacionales de deportes de bolas
La Confédération Mondiale des Sports de Boules (CMSB, en español Confederación Mundial de Deportes de Bolas) fue creada el 21 de diciembre de 1985 en Mónaco por tres organizaciones internacionales de deportes de bolas con el propósito de presionar al Comité Olímpico Internacional para que incluyera la petanca en los Juegos Olímpicos de Verano. Hasta la fecha, sus esfuerzos no han tenido éxito. Sin embargo, la bocha ha sido parte de los Juegos Paralímpicos desde los Juegos Paralímpicos de Verano de 1984. Las organizaciones que se unieron para crear la CMSB fueron las siguientes:
- Confederazione Boccistica Internazionale (CBI)[11] (bolas raffa)
- Fédération Internationale de Boules (FIB) (boule Lyonnaise)
- Fédération Internationale de Pétanque et Jeu Provençal (FIPJP)[12] (petanca)